# 荒木村 (埼玉県)
荒木村（あらきむら）は埼玉県の北部、北埼玉郡に属していた村。

## 地理
- 河川・用水路：見沼代用水、関根落
- 池沼：長善沼

## 歴史
もとは江戸期より存在する荒木村であった。
- 1879年（明治12年） - 北埼玉郡に所属する[1]。
- 1889年（明治22年）4月1日 - 町村制施行により、荒木村、小見村、白川戸村の一部が合併し北埼玉郡荒木村が成立する[1]。旧村は荒木村の大字となる。
- 1921年（大正10年）4月1日 - 武州荒木駅が開設される。
- 1954年（昭和29年）3月31日 - 須加村、北河原村とともに行田市へ編入され消滅[2]。大字は行田市に継承された。